# LKT Team Brandenburg/Saison 2012
Dieser Artikel listet Erfolge und Fahrer des Radsportteams LKT Team Brandenburg in der Saison 2012 auf.

## Erfolge in der UCI Europe Tour
| Datum       | Rennen                          | Kat. | Sieger          |
| ----------- | ------------------------------- | ---- | --------------- |
| 18. März    | 3. Etappe Istrian Spring Trophy | 2.2  | Nikias Arndt    |
| 17. Mai     | 1. Etappe Tour de Berlin        | 2.2U | Michael Hümbert |
| 18. Mai     | 2. Etappe Tour de Berlin (EZF)  | 2.2U | Nikias Arndt    |
| 18. Mai     | 3. Etappe Tour de Berlin        | 2.2U | Nikias Arndt    |
| 17.–20. Mai | Gesamtwertung Tour de Berlin    | 2.2U | Nikias Arndt    |
| 15. Juni    | 6. Etappe Thüringen-Rundfahrt   | 2.2U | Nikias Arndt    |

## Platzierungen in UCI-Ranglisten
| UCI Continental Circuit | Platz |
| ----------------------- | ----- |
| UCI America Tour 2012   | 38    |
| UCI Europe Tour 2012    | 63    |

## Zugänge – Abgänge
| Zugänge           | Team 2011              | Abgänge          | Team 2012                          |
| ----------------- | ---------------------- | ---------------- | ---------------------------------- |
| Michael Hümbert   | Seven Stones           | Felix Dehmel     | Raiko Stölting                     |
| Kersten Thiele    | Thüringer Energie Team | Stefan Schäfer   | Team NSP-Ghost                     |
| David Bartl       | Neoprofi               | Tobias Barkschat | Jenatec Cycling                    |
| Maximilian Borman | Neoprofi               | Tino Meier       | Team Acton-Stars.de Ribeco Cycling |
| Felix Donath      | Neoprofi               | Johannes Heider  | Unbekannt                          |
| Tobias Knaup      | Neoprofi               | Lars Telschow    | Unbekannt                          |
| Bastian Menzel    | Neoprofi               | Michael Weicht   | Unbekannt                          |
| Maximilian Stier  | Neoprofi               |                  |                                    |
| Yuriy Vasyliv     | Neoprofi               |                  |                                    |

## Mannschaft
| Name              | Geburtstag         | Nationalität |
| ----------------- | ------------------ | ------------ |
| Nikias Arndt      | 18. November 1991  | Deutschland  |
| Robert Bartko     | 23. Dezember 1975  | Deutschland  |
| David Bartl       | 9. August 1991     | Deutschland  |
| Henning Bommel    | 23. Februar 1983   | Deutschland  |
| Maximilian Borman | 1. Mai 1993        | Deutschland  |
| Felix Donath      | 7. Januar 1993     | Deutschland  |
| Nico Heßlich      | 23. Oktober 1990   | Deutschland  |
| Michael Hümbert   | 6. Januar 1990     | Deutschland  |
| Tobias Knaup      | 17. März 1993      | Deutschland  |
| Michel Koch       | 15. Oktober 1991   | Deutschland  |
| Bastian Menzel    | 16. Juni 1993      | Deutschland  |
| Matthias Plarre   | 27. Februar 1992   | Deutschland  |
| Franz Schiewer    | 15. November 1990  | Deutschland  |
| Maximilian Stier  | 8. November 1993   | Deutschland  |
| Kersten Thiele    | 29. September 1992 | Deutschland  |
| Yuriy Vasyliv     | 13. September 1993 | Deutschland  |